# 哈达·拉加萨
哈达·拉加萨（Ir. M. Hatta Rajasa；1953年12月18日—）是印度尼西亚第二任经济统筹部长，此前他还任国务秘书、交通运输部部长、研究和技术互助内阁部长等职。
哈达·拉加萨是马来人，所属政党为国家授权党，2010年以来一直担任党主席一职。在2014年印度尼西亞總統選舉，他是普拉博沃·蘇比安托的副總統參選人。

## 教育
- 万隆理工学院石油工程专业